# アニキンFREEDOM
アニキンFREEDOM（アニキンフリーダム）とは、1994年4月から1998年10月まで東海ラジオ放送で放送されていたラジオ番組。
前身番組として、『アニメキングダム』（1992年4月〜1994年3月）が存在する。

## パーソナリティ
- 山口勝平
- 岡本麻弥
- 大沼弘幸
- J（三木眞一郎）
- かかずゆみ（自身のコーナーのみ出演）

この他、多数の準レギュラーが存在する。

## コーナー
かかずゆみのアクアマリンナイト

## エピソード
- アニメキングダムの当初のスポンサーは角川書店でタイトルコールでも「HARUKI KADOKAWA PRESENTS」という提供クレジットがコールされていた事もあり、角川春樹のコカイン密輸事件が発覚した際にリスナーから番組の存続に関する問い合わせが相次ぎ、番組冒頭で大沼の謝罪と番組の継続のコメントを流したことがあった。
- 角川書店がスポンサーから撤退し、スポンサー無しの状態が続いた後、菊池通隆がスタジオトロン名義で新たにスポンサーになったときの初めての提供クレジットは自身のコールで「提供、俺」だった。
- 本当はペンネームで投稿したにもかかわらず、間違えて本名を読まれてしまい、そのまま本名がペンネームとして定着してしまった常連リスナーが数名いた。
- まだインターネットが普及する前のパソコン通信時代、ニフティサーブ内に同番組のフォーラムがあり、大沼自身も参加していた。大沼が同フォーラム内で前述の本名で呼ばれているある常連リスナーの話題を出したところ、偶然にもそのリスナー本人が別のハンドルネームでフォーラムに参加していて「実はそれ僕なんですけど」と告白したということがあった。
- アニラジ専門雑誌アニラジグランプリ内で大沼による「フリーダム探偵局」という同番組をモチーフにした架空のラジオ番組を舞台にした小説が連載されていた。ストーリーはフィクションであるが、番組のパーソナリティは勿論、生い立ちや構成、リスナーの傾向等の設定は同番組に準じたもので、劇中に登場するパーソナリティーは全員実名、番組の収録風景の挿絵として使われた写真も同番組を収録していたフラミンゴスタジオ内で本人達が写っているものを使用していた。他にも同誌にはイラストや漫画を描くという特技を持つ山口勝平による「めーきんぐ・おぶ・ふりーだむ」という同番組の収録のウラ話やこぼれ話を描いた漫画が連載されていた。
- 山口・岡本・大沼の3人は、音楽ユニット「TENMUS（てんむす）」として活動した。後に三木も「TENMUS」に加わっている。
- 前述のように複数の準レギュラーが存在しており、大多数は声優が占めているが、一般人である大沼の娘が登場することもあった。
- 同様に「TENMUS」の作曲を担当していた泰英二郎の息子泰勇気が声優デビュー前の学生時代に遊びに来ることもあった。
- アニメキングダム終了後、アニキンFREEDOMとして継続することは直前になって決定したらしく、出演者にも最終回収録中まで知らされておらず番組エンディングで岡本麻弥が号泣する中、初めてフリップで「アニキンFREEDOMとして放送を継続」と告げられるという出演者、リスナーにもサプライズだった。